# Kingsmeadow
Kingsmeadow (ze względów sponsorskich The Cherry Red Records Stadium) – stadion piłkarski w Londynie (gmina Kingston upon Thames), stolicy Wielkiej Brytanii. Został otwarty w 1989 roku. Może pomieścić 4850 widzów. Spotkania rozgrywają na nim piłkarki kobiecej sekcji klubu Chelsea FC. W przeszłości występowali na nim również piłkarze klubów Kingstonian FC i AFC Wimbledon. Obiekt wyposażony jest w sztuczne oświetlenie.
Stadion został otwarty w 1989 roku jako nowy obiekt domowy klubu Kingstonian FC (wcześniej drużyna rozgrywała mecze przy Richmond Road). Od 2002 roku na stadionie spotkania rozgrywali też piłkarze nowo powstałego wtedy klubu AFC Wimbledon (klub ten został założony przez kibiców w odpowiedzi na przenosiny Wimbledon FC do Milton Keynes). Kolejne sukcesy i awanse AFC Wimbledon pociągnęły za sobą inwestycje w obiekt. W 2005 roku zadaszono trybunę zachodnią, w 2008 roku rozbudowano trybunę główną, a w roku 2012 powstała trybuna wschodnia. Latem 2017 roku na obiekt wprowadziły się piłkarki kobiecej sekcji klubu Chelsea FC (poprzednio grające na stadionie drużyny Staines Town FC, Wheatsheaf Park). W tym samym czasie ze stadionu wyprowadził się Kingstonian FC, przenosząc się na boisko klubu Leatherhead FC, Fetcham Grove (rok później zespół przeniósł się natomiast na obiekt klubu Corinthian-Casuals FC, King George's Field). W latach 2019–2020 w miejscu zlikwidowanego Wimbledon Greyhound Stadium wybudowano nowy stadion Plough Lane, na który przenieśli się piłkarze AFC Wimbledon.
Obok stadionu piłkarskiego znajduje się stadion lekkoatletyczny z ośmiotorową, tartanową bieżnią, oświetleniem i krytą trybuną.